# Ella Purnell
Ella Summer Purnell (Londra, 17 settembre 1996) è un'attrice e modella britannica.
È nota per il ruolo di Jackie nella serie televisiva Yellowjackets (2021-23), per aver doppiato il personaggio di Gwyndala nella serie animata Star Trek: Prodigy (dal 2021) dell'universo fantascientifico di Star Trek, e a quello di Jinx nella serie animata Arcane (dal 2021). Ha inoltre interpretato una versione adolescente di Malefica, la cattiva Disney, nello spin-off de La bella addormentata nel bosco, Maleficent (2014). Dal 2024 interpreta Lucy MacLean nella serie televisiva Fallout, tratta dall'omonima serie di videogiochi.

## Biografia
Ella Purnell è nata a Whitechapel, un quartiere di Londra ed è cresciuta a Bethnal Green. Ha tre fratelli più piccoli dalla parte del padre. Ha frequentato la Bethnal Green Montessori, la Forest School, la City of London School for Girls e la Young Actors Theatre di Islington. Ha inoltre studiato recitazione, canto e danza alla Sylvia Young Theatre School.

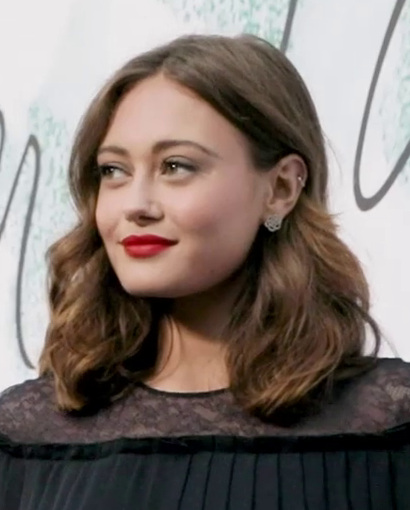
Ella Purnell al Serpentine Summer Party 2017 a Kensington Gardens, Londra

Nel 2008 ha battuto centinaia di altre aspiranti attrici per un ruolo nello spettacolo teatrale Oliver! al Theatre Royal Drury Lane di Londra. Nel 2010 debutta al cinema nel dramma fantascientifico Non lasciarmi, adattamento cinematografico dell'omonimo romanzo di Kazuo Ishiguro, in cui veste i panni di una giovane versione di Ruth, personaggio interpretato nel resto della narrazione da Keira Knightley. Lo stesso anno interpreta il ruolo di Kayleight nella pellicola drammatica Ways to Live Forever, diretta da Gustavo Ron.
Nel 2011 prende parte al film horror Intruders, interpretando la figlia del protagonista Clive Owen. Appare inoltre nel cortometraggio Candy della BBC e viene inserita tra le "dieci star inglesi più promettenti" dalla rivista Screen International. Nel 2013 appare nel film Kick-Ass 2, sequel di Kick-Ass, al fianco di Aaron Taylor-Johnson e Chloë Grace Moretz. Nel 2014 è protagonista del film indipendente WildLike. Lo stesso anno prende parte al film Maleficent, remake e spin-off del classico Disney La bella addormentata nel bosco, in cui veste i panni di una versione adolescente del personaggio di Malefica.
Nel 2016 il regista Tim Burton la sceglie per interpretare il ruolo di Emma nel film d'avventura Miss Peregrine - La casa dei ragazzi speciali, adattamento del celebre romanzo di Ransom Riggs. Lo stesso anno è nel cast del film drammatico The Journey Is the Destination. Nel 2017 interpreta Mia nel musical Access All Areas, e prende parte al film biografico Churchill, nel ruolo della segretaria di Winston Churchill. Nel 2018 appare nel film di fantascienza Interferenze. Lo stesso anno prende parte alla miniserie televisiva Le due verità, basata sull'omonimo romanzo di Agatha Christie, ed è la protagonista della serie televisiva Sweetbitter, adattamento del romanzo Il sapore dei desideri di Stephanie Danler. La serie è stata poi cancellata dopo due stagioni.
Nel 2020 interpreta Lady Maria Grey nella miniserie Belgravia. Nel 2021 interpreta Kate nella pellicola Army of The Dead, diretto da Zack Snyder. Lo stesso anno prende alla serie televisiva Yellowjackets, ed alla serie animata originale Netflix Arcane, dando voce alla protagonista Jinx. Grazie a questo ruolo si aggiudica un Annie Award come miglior voce in una produzione televisiva d'animazione.
Sempre dall'anno 2021, presta la voce al personaggio di Gwyndala, protagonista della serie televisiva in animazione digitale Star Trek: Prodigy, terza serie animata del franchise di Star Trek, dopo Star Trek (1973-1974) e Star Trek: Lower Decks (dal 2020), e undicesima serie televisiva in totale, comprese anche le serie live action. Il personaggio di Gwyndala è una Vau N'Akat, in conflitto, poiché divisa tra il legame per il padre, Il Diviner (John Noble) e l'affetto per la compagnia di amici con la quale si impadronisce di un'astronave della Federazione dei Pianeti Uniti, la USS Protostar NX-76884. L'attrice riprende il personaggio di Gwyndala, doppiandolo anche nel videogioco del 2022 Nickelodeon Star Trek Prodigy Supernova.
Nel 2024 è protagonista della serie di genere post-apocalittico Fallout, ispirata dall'omonimo videogioco, in cui veste i panni di Lucy, una giovane donna, discendente dai primi abitanti dei Vault - umani che in seguito a un conflitto nucleare si sono rifugiati nei bunker - lascia il rifugio antiatomico per avventurarsi in una Los Angeles selvaggia.

## Vita privata
Dal 2018 ha una relazione con l'attore Rob Raco. Dal 2019 risiede a Los Angeles. Dal 2022 ha intrapreso una relazione con il cantautore Max Bennett Kelly.

## Agenzie
- WME, Los Angeles[26]

## Filmografia

### Attrice

#### Cinema
- Non lasciarmi (Never Let Me Go), regia di Mark Romanek (2010)
- Ways to Live Forever, regia di Gustavo Ron (2010)
- Intruders, regia di Juan Carlos Fresnadillo (2011)
- Candy, regia di Kinga Burza - cortometraggio (2011)
- Kick-Ass 2, regia di Jeff Wadlow (2013)
- Maleficent, regia di Robert Stromberg (2014) - Malefica (da adolescente)
- WildLike, regia di Frank Hall Green (2014)
- The Legend of Tarzan, regia di David Yates (2016) – Jane Porter (da giovane), non accreditata
- The Journey Is the Destination, regia di Bronwen Hughes (2016)
- Miss Peregrine - La casa dei ragazzi speciali (Miss Peregrine's Home for Peculiar Children), regia di Tim Burton (2016)
- Churchill, regia di Jonathan Teplitzky (2017)
- Access All Areas, regia di Bryn Higgins (2017)
- Right Palace Wrong Tim, regia di Eros Vlahos - cortometraggio (2018)
- Interferenze (UFO), regia di Ryan Eslinger (2018)
- Oksijan, regia di Edward Watts - cortometraggio (2018)
- Army of the Dead, regia di Zack Snyder (2021)
- Toast, regia di Douglas Riggs – cortometraggio (2023) - Narratrice
- Junk Male, regia di Ella Purnell - cortometraggio (2023)

#### Televisione
- Cyberbully, regia di Ben Chanan – film TV (2015)
- Le due verità (Ordeal by Innocence), regia di Sandra Goldbacher – miniserie TV, 3 puntate (2018)
- Sweetbitter – serie TV, 14 episodi (2018-2019)
- Belgravia, regia di John Alexander – miniserie TV, 6 puntate (2020)
- Yellowjackets – serie TV, 16 episodi (2021-2025)
- Fallout – serie TV, 8 episodi (2024) - Lucy MacLean
- Sweetpea – serie TV, 6 episodi (2024)

### Doppiatrice

#### Televisione
- Arcane – serie animata, 15 episodi (2021-2024) - Jinx
- Star Trek: Prodigy – serie animata, 40 episodi (2021-2024) - Gwyndala
- Invincible – serie animata, episodio 2x08 (2024)

#### Videoclip
- Imagine Dragons x J.I.D Enemy, regia di Arnaud Delord e Barth Maunoury (2021)

#### Videogiochi
- Nickelodeon Star Trek Prodigy Supernova, regia di Alex Cervantes (2022) - Gwyndala

### Produttrice

#### Cinema
- Not a Mourning Person, regia di Charlotte Hamblin - cortometraggio (2022)
- Junk Male, regia di Ella Purnell - cortometraggio (2023)

#### Televisione
- Sweetpea, regia di Ella Jones – miniserie TV, 6 puntate (2024)

### Regista
- Junk Male - cortometraggio (2023)

### Sceneggiatrice
- Junk Male, regia di Ella Purnell - cortometraggio (2023)

## Radio
- The Seneschal - podcast (2024)

## Teatro
- Oliver!, regia di Rupert Goold, Theatre Royal Drury Lane di Londra (2008)

## Riconoscimenti
- Annie Award
  - 2022 – Miglior voce in una produzione televisiva d'animazione per Arcane[21][27]
- Los Angeles Independent Film Festival Awards[28]
  - 2015 – Miglior attrice per WildLike

## Doppiatrici italiane
Nelle versioni in italiano delle opere in cui ha recitato, Ella Purnell è stata doppiata da:
- Lucrezia Marricchi in Miss Peregrine - La casa dei ragazzi speciali, Le due verità, Belgravia
- Eva Padoan in Cyberbully, Sweetbitter
- Emanuela Ionica in Intruders
- Mattea Serpelloni in Kick-Ass 2
- Luna Iansante in Maleficent
- Joy Saltarelli in Army of the Dead
- Deborah Morese in Churchill
- Veronica Puccio in Yellowjackets
- Marta Filippi in Fallout

Da doppiatrice, è stata sostituita da:
- Margherita De Risi in Arcane
- Chiara Leoncini in Star Trek: Prodigy